# Strangalomorpha mitonoi
Strangalomorpha mitonoi är en skalbaggsart som beskrevs av Hayashi och Iga 1951. Strangalomorpha mitonoi ingår i släktet Strangalomorpha och familjen långhorningar.
Artens utbredningsområde är Taiwan. Inga underarter finns listade i Catalogue of Life.